# Trận Luckau
Trận Luckau là một trận đánh trong cuộc Chiến tranh Giải phóng Đức - một phần của những cuộc chiến tranh của Napoléon, diễn ra vào ngày 6 tháng 6 năm 1813. Đây là một cuộc giao chiến quyết liệt, trong đó quân đội Phổ - Nga do tướng Friedrich Wilhelm Freiherr von Bülow chỉ huy đã đánh thắng quân đội Đế chế Pháp do Thống chế Nicolas Oudinot chỉ huy, gây thiệt hại nặng nề cho quân Pháp. Là lực lượng nòng cốt của quân đội Liên minh thứ sáu trong trận Luckau, quân bộ binh Phổ được tác giả Michael V. Leggiere ghi nhận là đã chiến đấu tốt dưới làn đạn của đối phương. Chiến thắng của Bülow trong trận đánh Luckau đã giải nguy cho kinh thành Berlin của Vương quốc Phổ trước sự tấn công của quân Pháp dưới quyền Oudinot. Ngoài ra, thắng lợi tại Luckau của ông cũng góp phần rửa hận cho thất bại của ông tại Hoyerswerda trước đó. Thành công của Bülow trong nỗ lực đương đầu với chiến dịch tấn công cua quân đội Pháp đã khiến cho ông được Nhà nước Phổ và Nga hoàng tặng thưởng.